# Ignaz Assmayer
Ignaz Assmayer (Salzburg, 11 de febrer de 1790 – Viena, 31 d'agost de 1862) fou un compositor i organista austríac de música litúrgica.
Fou deixeble de Haydn; fou organista (1808) de Sant Pere de Salzburg, època en la qual escriví El Diluvi i la cantata Paraules de la Consagració. El 1825 fou nomenat organista imperial, i el 1846 segon mestre de cor de la cort. Quan deixà el càrrec el 1862 fou succeït per Randhartinger.
Deixà alguns oratoris, El Vot, Saül i David i Mort de Saül, 17 misses, d'elles dues de rèquiem; un Te Deum, 60 composicions profanes, simfonies, obertures, pastorals, etc.